# Köhlershohn
Köhlershohn ist ein Ortsteil der Ortsgemeinde Windhagen im rheinland-pfälzischen Landkreis Neuwied. Der Ortsteil hatte am 31. Dezember 2022 155 Einwohner.

## Geographie

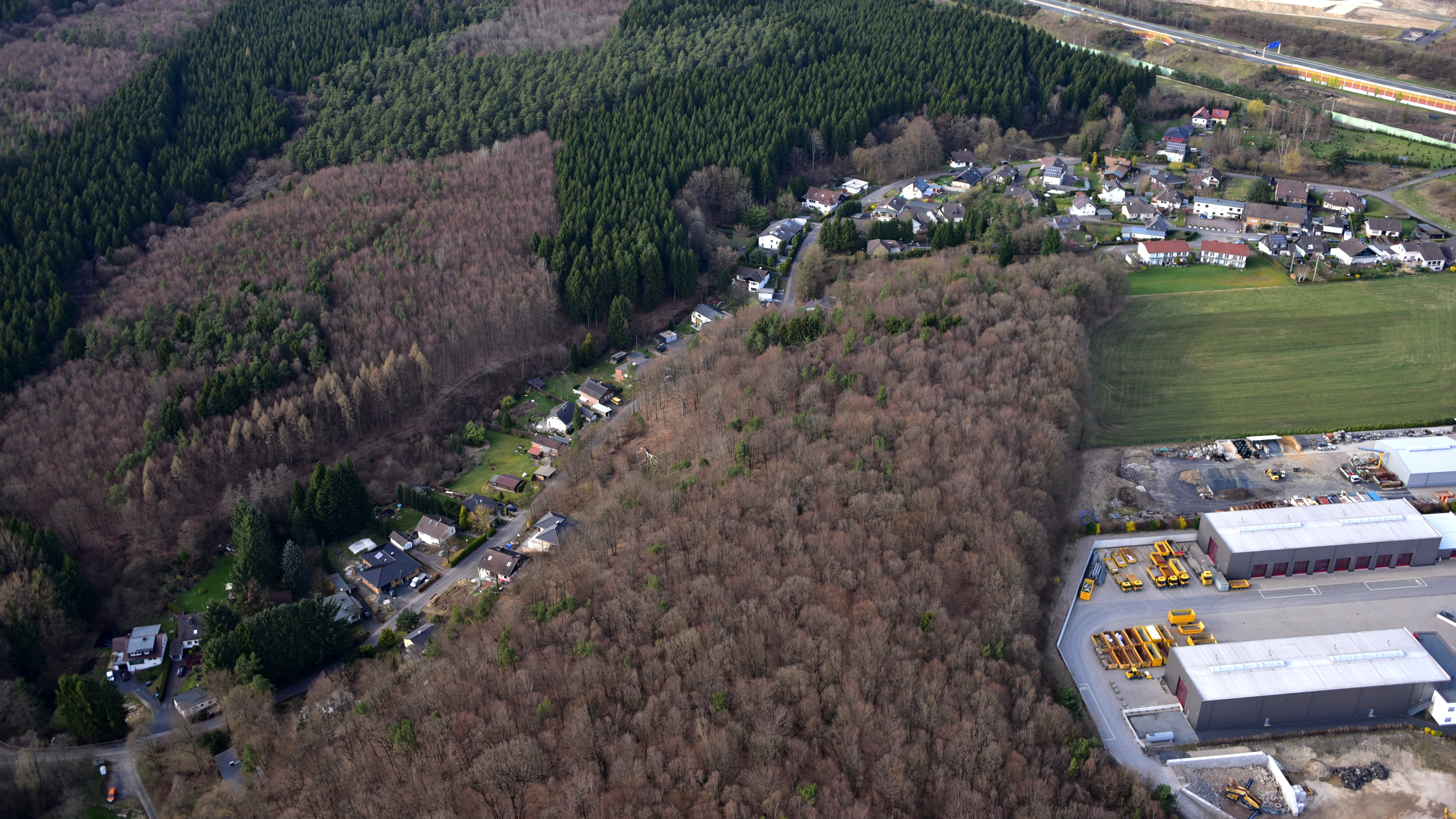
Köhlershohn, Luftaufnahme (2018)

Köhlershohn weist das Siedlungsbild eines Straßendorfs auf, das sich entlang der Kreisstraße 27 (Schweifeld–Windhagen) zieht. Die Ortschaft erstreckt sich vom Tal des Rederscheider Baches im Südwesten ansteigend bis zum Rand der Bundesautobahn 3 im Nordosten und umfasst dabei Höhenlagen zwischen 250 und 300 m ü. NHN. Unmittelbar nördlich grenzt das Waldgebiet Vogelsbitze an, das zur Gemarkung von Aegidienberg (Stadt Bad Honnef) gehört. Zu den nächstgelegenen Ortschaften zählen der Hauptort Windhagen jenseits der A 3 im Osten sowie Rederscheid auf der gegenüberliegenden Talseite des Rederscheider Bachs im Westen. Dieses Gewässer wird bei Köhlershohn in Fischteichen gestaut.

## Geschichte
Köhlershohn gehörte ursprünglich zur Honschaft Rederscheid im Kirchspiel Windhagen und unterstand der Verwaltung des kurkölnischen Amtes Altenwied. Am nördlichen Ortsrand verlief die landesherrliche Grenze zum Herzogtum Berg, die unter der Hoheit des Herzogtums Nassau (ab 1806) auch in Köhlershohn durch einen Grenzstein markiert wurde. Bis zum Beginn des 19. Jahrhunderts hieß der Ort Hahn, was sich allgemein von „Hain“ bzw. „Hagen“ (=umfriedetes Land) ableiten lässt. Anschließend lautete die Bezeichnung zunächst Köhlershahn (in Flurkarten auch „Kölnisch Hohn“), bevor sie sich spätestens Ende des 19. Jahrhunderts zur heutigen Form entwickelte. Mundartlich wird der Ort „Schottejeröüel“ genannt.
In preußischer Zeit (ab 1815) blieb Köhlershohn ein Teil der Honschaft, später Gemeinde Rederscheid, seit 1823 im Verwaltungsbezirk der Bürgermeisterei Asbach. Im Rahmen von Volkszählungen war der Ort mindestens bis 1828 noch als Hof, 1843 als Weiler mit zwei Wohn- und vier Wirtschaftsgebäuden verzeichnet und wuchs auch bis 1885 nur auf eine Größe von vier Wohngebäuden an. Ein Wachstum, bei dem sich die Einwohnerzahl bis Anfang des 20. Jahrhunderts verdoppelte, setzte erst danach ein. 1930 wurde die Ortschaft an die Stromversorgung angeschlossen und erhielt eine Wasserleitung. Die Kinder des Ortes besuchten die katholische Volksschule in Hallerbach, die 1968 in eine Grundschule umgewandelt wurde.
Im Rahmen der rheinland-pfälzischen Verwaltungs- und Gebietsreform wurde Köhlershohn am 7. November 1970 mit der Gemeinde Rederscheid in die Gemeinde Windhagen eingegliedert. Die zur vormaligen Gemeinde Rederscheid gehörende Gemarkung blieb bestehen. 1977 wurde Köhlershohn an das Gasversorgungsnetz angeschlossen.
Einwohnerentwicklung
| Jahr | Einwohner |
| ---- | --------- |
| 1816 | 10        |
| 1828 | 11        |
| 1843 | 11        |
| 1885 | 14        |
| 1910 | 29        |
| 1987 | 133       |